# Gustave Courbet
Jean Désiré Gustave Courbet (Ornans, Doubs, 1819. június 10. – La Tour-de-Peilz, Vaud kanton, Svájc, 1877. december 31.) francia festő. Az egészséges naturalizmus képviselője és a modern realista festészet megteremtője, a barbizoni iskola egyik legnagyobb tehetségű és hatású egyénisége.

## Életpályája
Vagyonos parasztszülők gyermekeként látta meg a napvilágot, az ornans-i iskolában kezdte tanulmányait, rövid ideig bentlakó diákja volt a besançoni kollégiumnak. Párizsban jogot kezdett tanulni, de csakhamar a festészetet választotta és a társasági életet. Harcolt nemcsak a művészet szabadságáért, hanem az emberi szabadságjogokért is. Barátságban volt Proudhonnal, Zolával, együtt küzdöttek a demokráciáért és a szocialista eszmékért. Az 1848-as forradalomban a szocialista klub alapításában vett részt, címlapokat rajzolt Champfleury és Charles Baudelaire lapja számára, a véres eseményektől már távol tartotta magát, inkább festményeivel állt a forradalmárok mellé. 1871-ben részt vett a Párizsi Kommünben, mint a művészeti bizottság elnöke lebontatta a Vendôme-oszlopot. A kommün bukása után elfogták, vád alá helyezték, műveit elkobozták, vele akarták megfizettetni a Vendôme-oszlop helyreállítását, hat hónapra börtönbe vetették, majd emigrációba kényszerült, Svájcba ment, ott élt haláláig.

## Munkássága
Courbet-nak nem sikerült bejutnia a párizsi felsőfokú képzőművészeti iskolába, az École des Beaux-Arts-ba, lényegében autodidakta maradt, a Louvre-ban tanulmányozta és másolta Rembrandt, Frans Hals, Van Dyck és Diego Velázquez képeit. 1847-ben a Salon elutasította Pipás férfi című önarcképét.

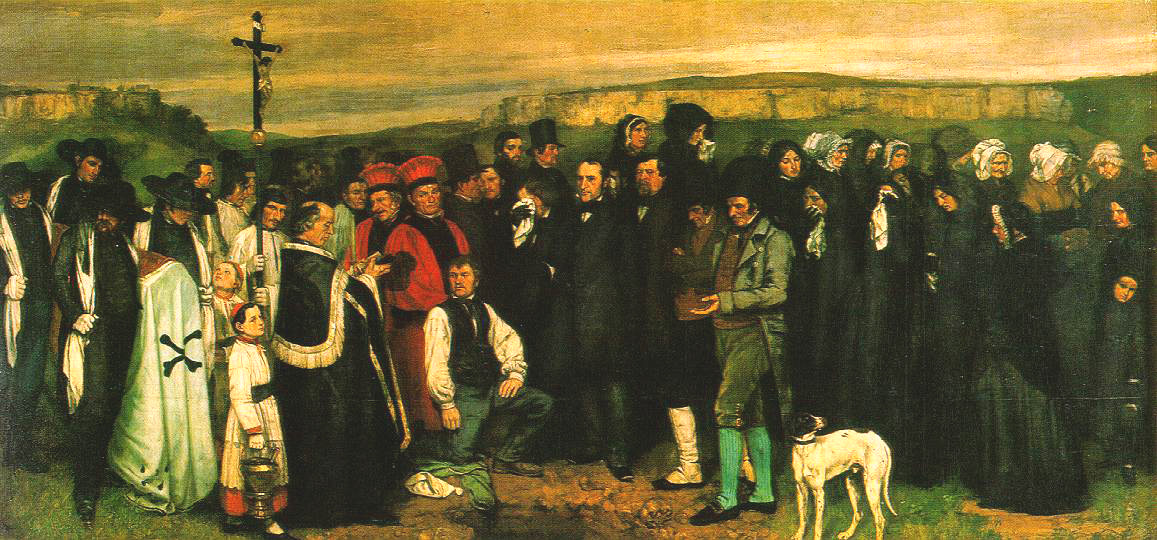
Temetés Ornans-ban (1849)

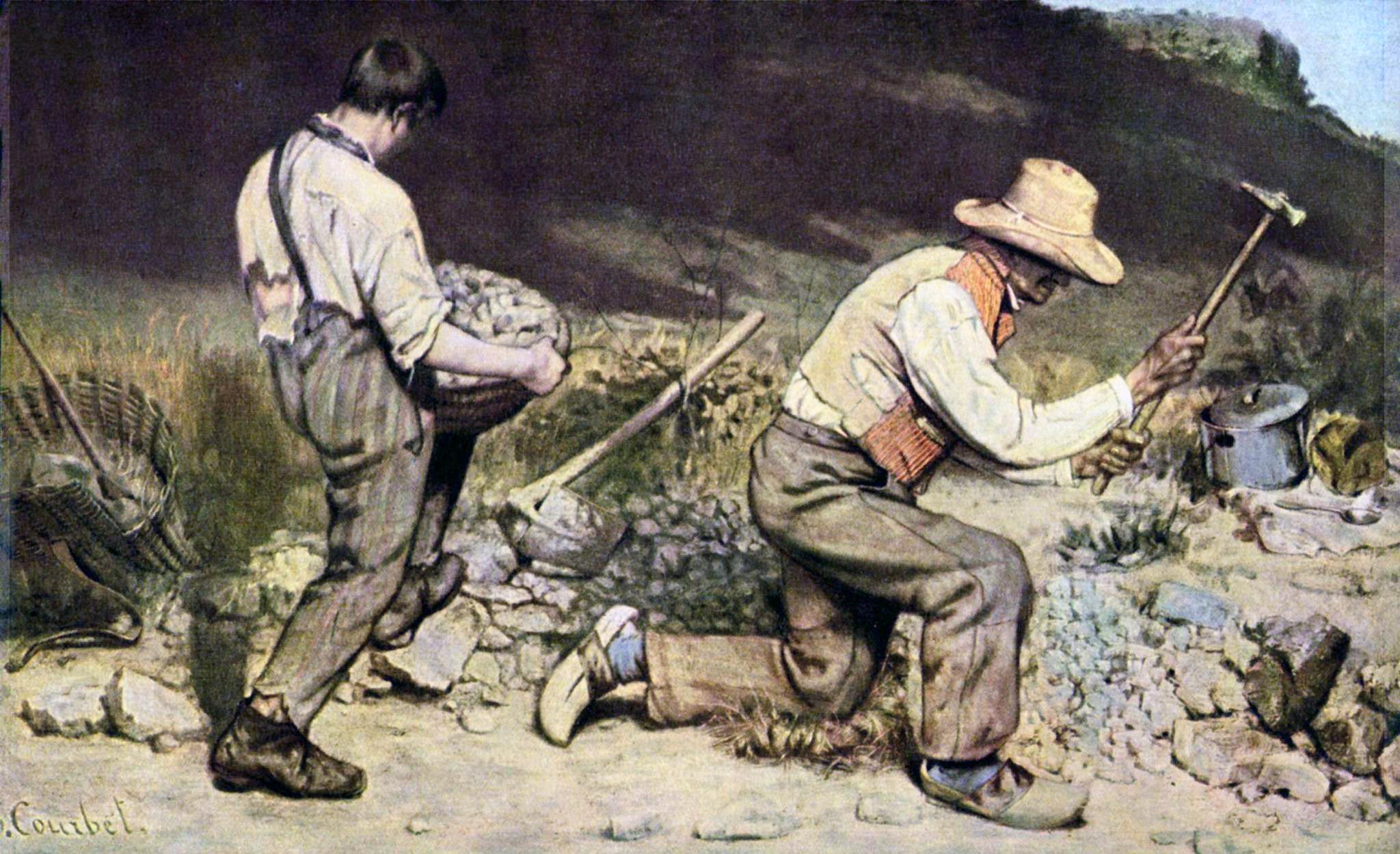
Kőtörők (1849)

1849-ben a Salonban kiállított képei megbotránkozást keltettek témáik miatt, például kőtörő munkásokat ábrázolt (Kőtörők), s temetést szülőhelyén (Temetés Ornans-ban). 
Még nagyobb botrányt kavart a Salon 1853-as kiállításán szereplő Fürdőző nők című képe, amely két hölgyet ábrázol egy tó partján, a molettebb hölgy háttal áll, s majdnem mezítelen. A császár állítólag lovaglóostorával végigvágott a képen, sokan írtak róla elmarasztaló kritikát, köztük Mérimée és Delacroix. Végül egy montpellier-i gyűjtő, Alfred Bruyas vásárolta meg a képet, s házába hívta a művészt, ahol Courbet sok képet festett, amelyeket ma Montpellier-ben, a Fabre Múzeumban őriznek.

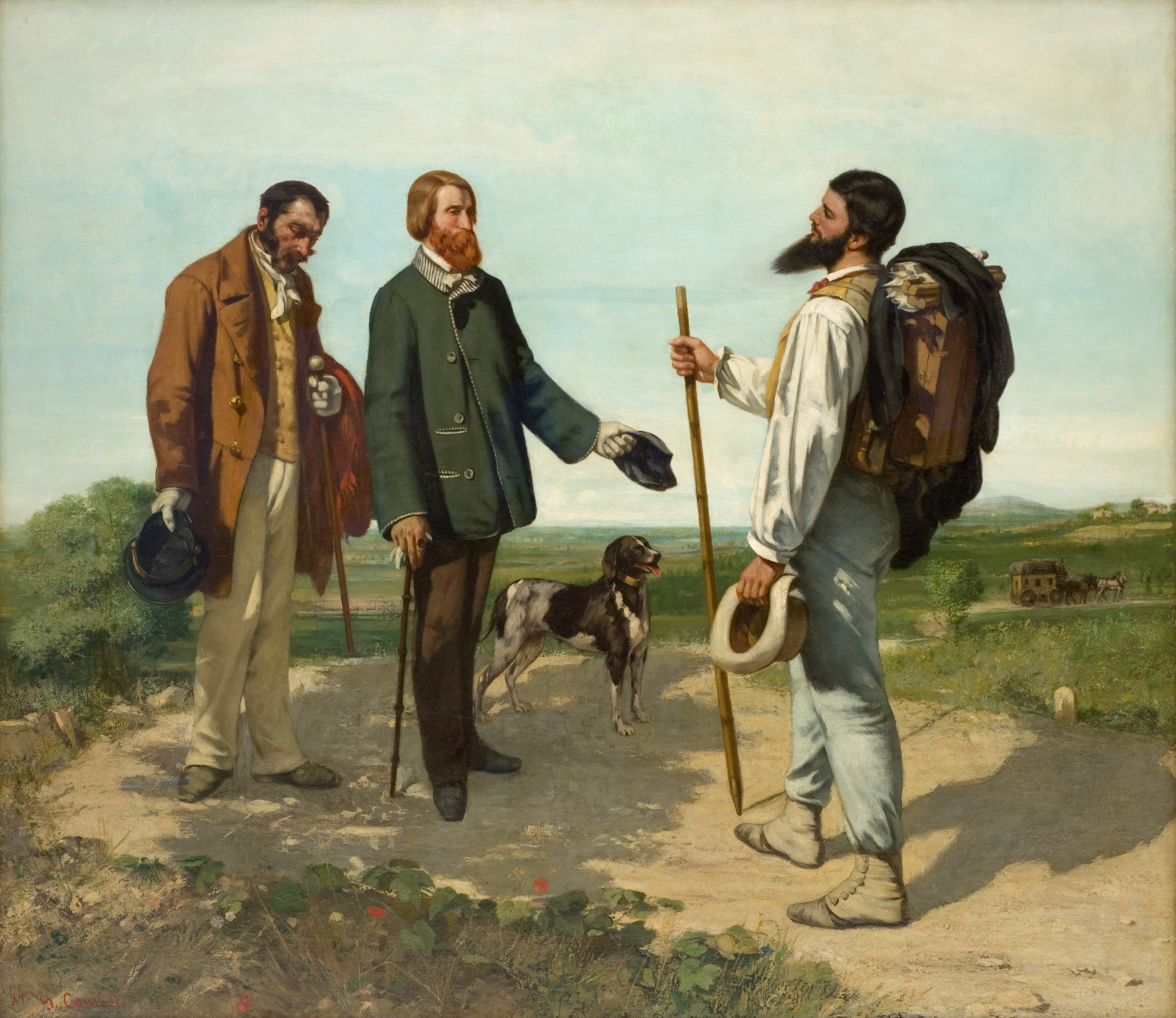
Jó napot, Courbet úr! (1854)

Üde kép született Courbet Montpellier-be érkezéséről, címe Jó napot Courbet úr!. A gazdag úr udvariasan fogadja inasával együtt a festőt, elébe mennek az útra, ahol a postakocsi letette. A festő kirándulóruhában érkezik, kezében hosszú vastag bot, hátán festőládája. A festőről csak úgy sugárzik a büszkeség, a kép sugallja, mit gondol Courbet a mecénás és a művész kapcsolatáról, úgy is fogalmazta meg Courbet e képének tartalmát, hogy ez „a gazdagság és a zseni találkozása”.
Legjelentősebb kompozícióját 1855-ben festette, címe: A műterem. A művészetek szimbólumait, s a korabeli francia társadalom rétegeit reprezentálja. A kép középpontjában Courbet saját magát ábrázolja, amint éppen egy tájképet fest szülőföldjéről. Mellette egy parasztgyermek a festőt figyeli, mögötte egy ruhátlan női alak áll, amely a Múzsa megszemélyesítője. A kép bal oldalán a mindennapok embereinek csoportja látható, ők a szegénység képviselői, köztük pap, vadász, bohóc, vándorkereskedő, prostituált. A kép jobb oldalán a könyvet olvasó Baudelaire alakja szimbolizálja a Költészetet, egy polgár házaspár a Világi Szerelmet, egy fiatal pár a Szabad Szerelmet, rajtuk kívül még mindig a jobb oldalon Champfleury a Próza, Alphonse Promayet a Zene, Max Buchon a Realista Költészet, Bruyas a Mecénás, Proudhon a Társadalomfilozófia allegóriája.
1863-ban megint nagy botrányt kavart a Salonra beküldött Hazatérés az értekezletről c. képével, amely részeg papokat is ábrázol, ezt elutasították a valláserkölcs megsértése miatt, évekkel később a hívők meg is semmisítették a képet. Több képével is kritizálta a korabeli álszent erkölcsiséget, köztük a Szajna-parti kisasszonyok cíművel, amely két ledér hölgyet ábrázol.

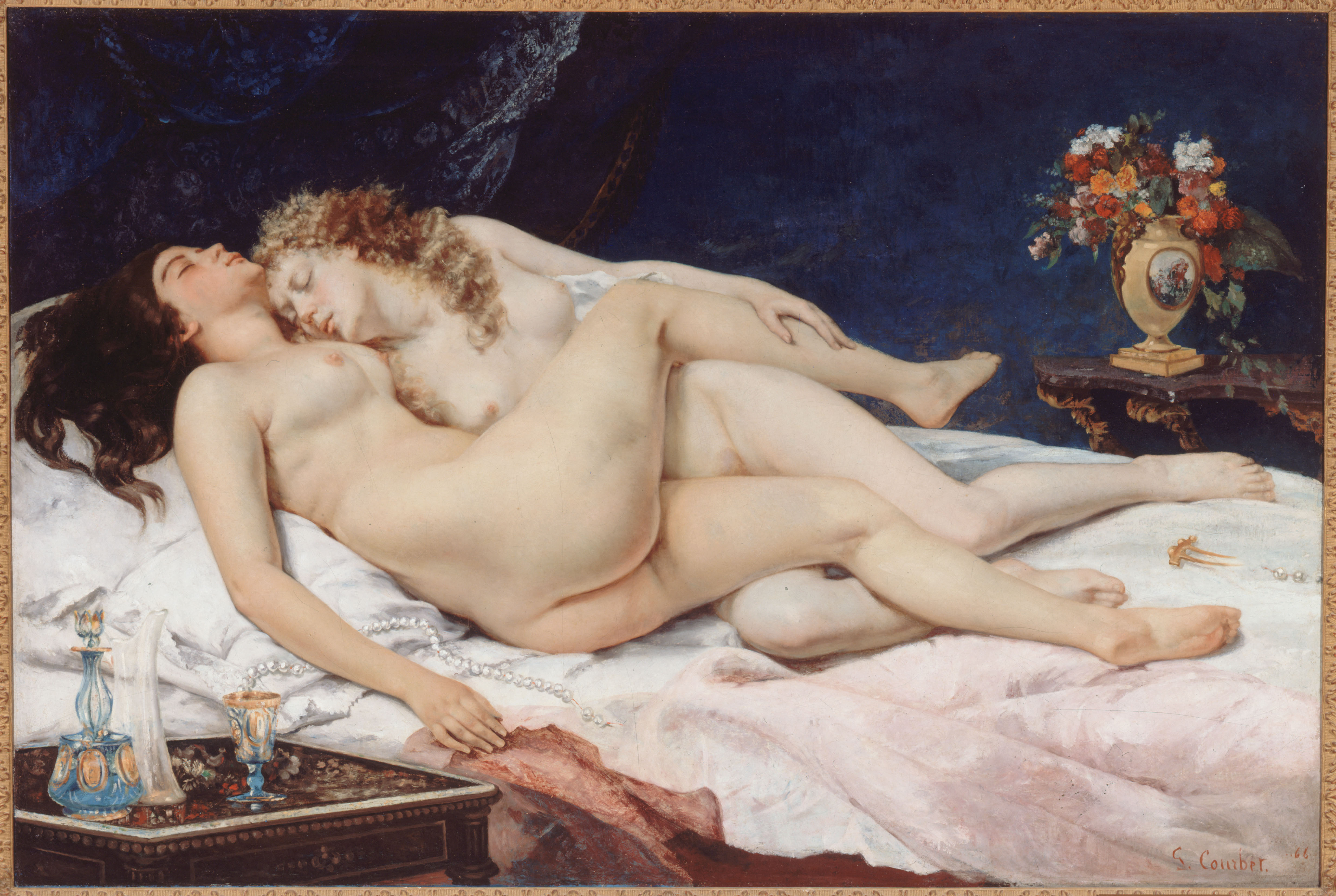
Az álom (1866)

Sokat támadták a magánrendelésre festett, Az álom c. erotikus képe miatt, amely két hölgy meghitt szerelmi együttlétét ábrázolja, a háttér pedig egy csendélettel is megajándékoz bennünket.
1866-ban tájképeivel szerepelt a Salonon, köztük Az őzek cíművel. Ellenségeinek is el kellett ismernie, hogy senki nem tud többet e korszakban a tájak és állatok ábrázolásáról, mint éppen Courbet. Feltétel nélküli híve volt a szabadban való festésnek (plein air). A barbizoni iskola festőivel összevetve is magasan kiemelkedő tehetség, más festők nem tudták Courbet-hoz hasonló lírai realizmussal érzékeltetni az erdőt, a dús növényzetet és az őzek selymes bundáját.

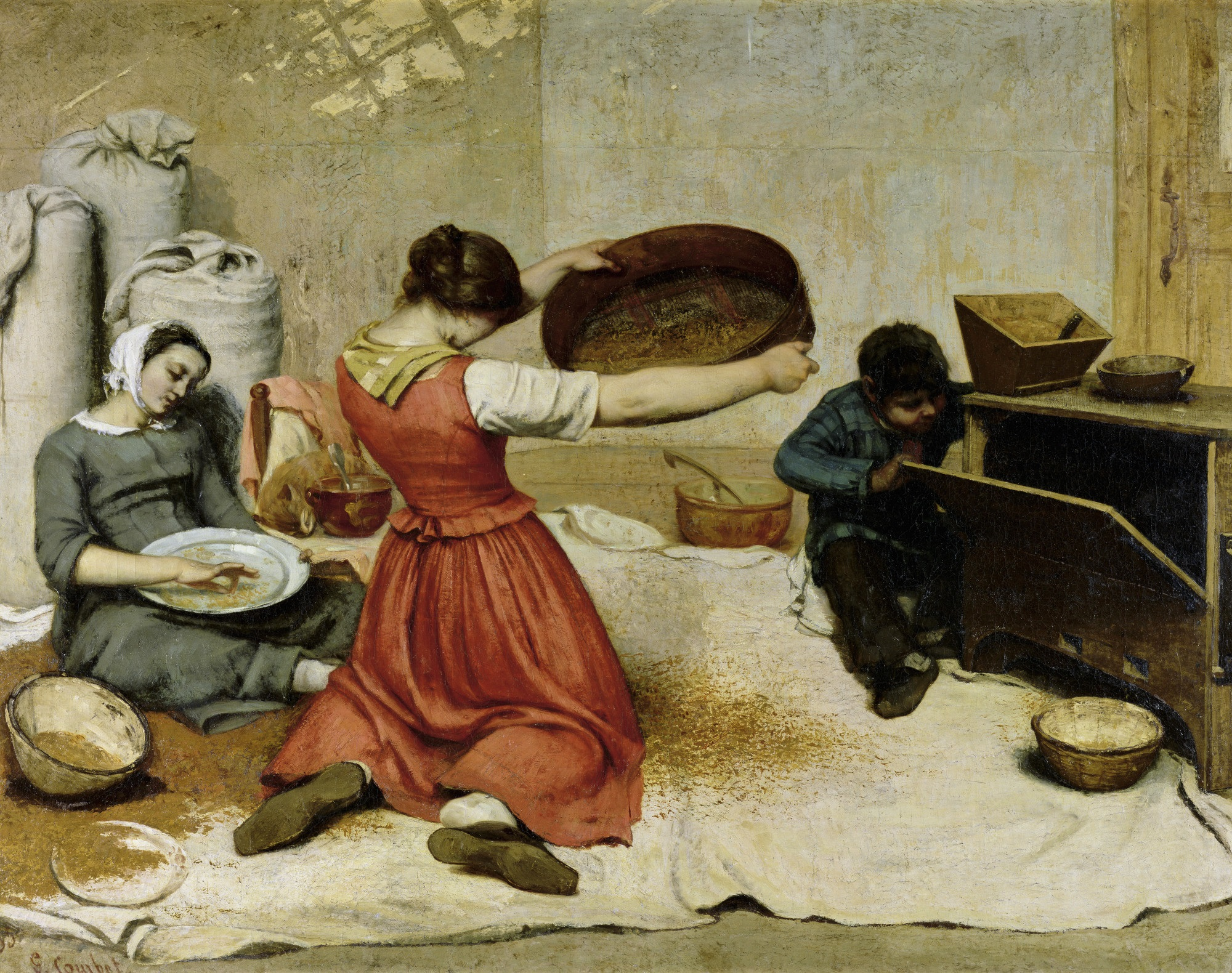
Gabonaszitálók (1854)

Az 1867-es párizsi világkiállításon nem fogadták el A műterem című képét, ezért külön kiállításon mutatta be műveit, ezzel nagy felháborodást keltve. Láthatóak voltak: A műterem, Gabonaszitálók, Hazatérés az értekezletről, A szarvas halálkihívása és más állatképek. A fiatalok bálványozták Courbet művészetét, a korabeli festők (köztük Munkácsy Mihály) tanultak tőle, a későbbiek gyakran ősüket fedezték fel benne, főleg a realista és az impresszionista festők.
Az 1871 utáni svájci száműzetésében főleg tájképeket festett, azokból egyet, a Neufchateli-tó címűt Budapesten, a Szépművészeti Múzeumban őrzik.
Temperamentumos, extrovertált egyénisége, s festői tehetsége révén magába szívta az állandóan változó külső világ képeit, melyek összefonódva belső érzéseivel kivetültek vásznaira, mely által létrejött gazdag tematikájú realista, gyakran lírai realista festészete. A festészeti műfajok egész arzenáljával kápráztat el bennünket, festett portrékat, csoportképeket, kompozíciókat, tájképeket, állatképeket, erotikus képeket, aktokat, csendéleteket. Témaválasztása szinte teljes körű a természet- az ember- és a művészetek ábrázolása terén. Jean-Baptiste Camille Corot mellett a barbizoni iskola legnagyobb hatású festője. Realista stílusának hatása a festőkre éppen úgy érvényesült, mint Millet szociális érzékenysége.
A barbizoni festők szabadtéri megfigyeléseken alapuló tájképfestészete, Corot és Courbet realizmusa már előrevetítik a festészet modern képviselőit, Édouard Manet és az impresszionisták megjelenését.

## Főbb művei

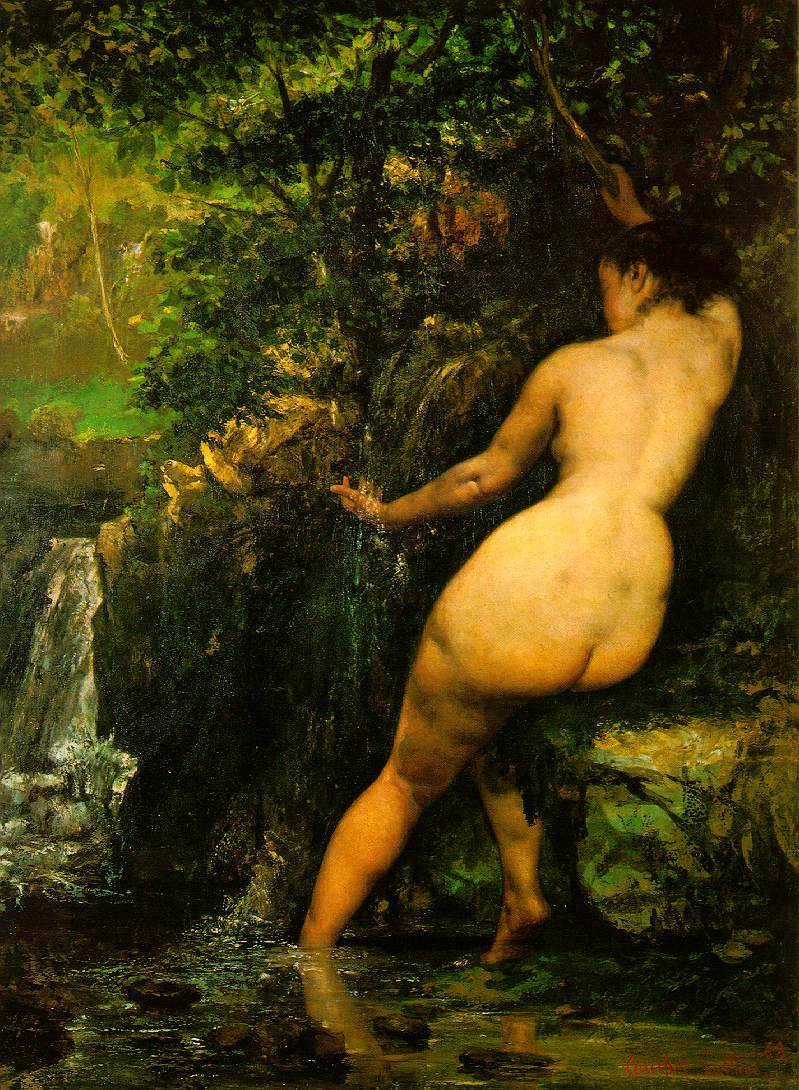
A forrás (1864)

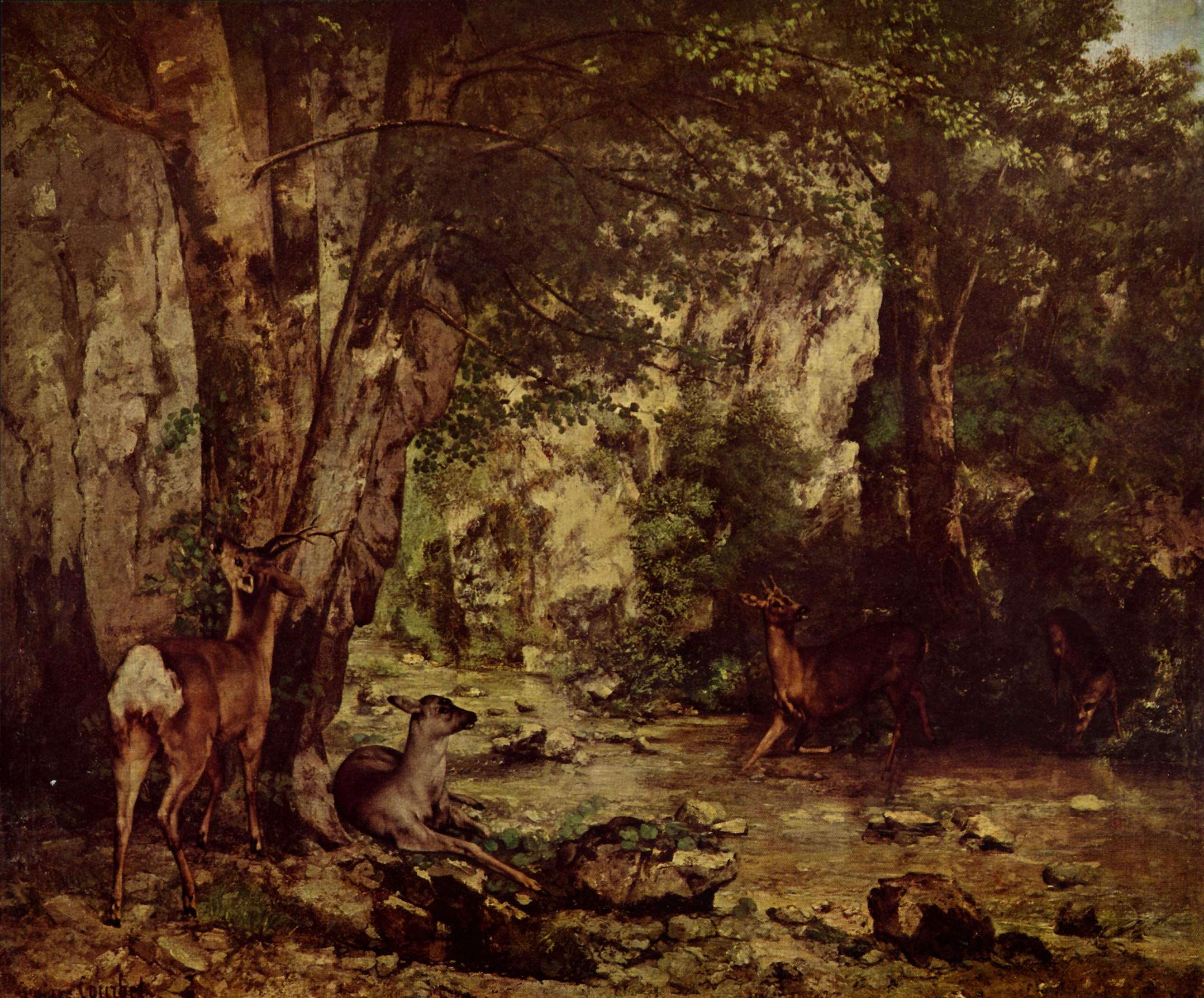
Az őzek (1866)

- Courbet fekete kutyával, 1842 (Louvre, Párizs)
- Pipás férfi (önarckép, 1847 előtt (Musée Fabre, Montpellier)
- Falusi kisasszonyok (Metropolitan Museum, New York)
- Berlioz arcképe, 1849
- Ebéd után Ornans-ban, 1849 (Lille)
- Temetés Ornans-ban, 1849 (Louvre, Párizs)
- Kőtörők, 1849[13] (Drezdai Múzeum)
- A fürdőző nők , 1853 (Musée Fabre, Montpellier)
- Gabonaszitálók, 1854 (Musée des Beaux-Arts, Nantes)
- Jónapot, Courbet úr!, 1854 (Musée Fabre, Montpellier)[14]
- A műterem, 1855 (Louvre)
- Szajna-parti kisasszonyok, 1856 (Petit Palais, Párizs)
- Menyasszony öltöztetése, 1859 (Boston)
- Fekvő akt, 1860-as évek
- Három ír kislány, 1860-as évek (Koppenhága)
- A szarvas halálkihívása, 1860-as évek
- Szarvasok harca, 1861 (Louvre, Párizs)
- Hazatérés az értekezletről, 1863[15]
- A forrás, 1864 (Metropolitan Museum, New York)
- Prudhon képmása, 1865 (Petit Palais, Párizs)
- Az álom, 1866 (Musée des Beaux-Arts de la ville de Paris)
- Patak Brėme-nél, 1866 (Thyssen-Bornemisza Múzeum, Madrid)
- Az őzek, 1866 (Louvre, Párizs)
- A világ eredete (1866, Musée d’Orsay, Párizs)
- Viharos tenger, 1870 (Louvre, Párizs)
- Neufchateli-tó, 1875 (Szépművészeti Múzeum, Budapest)